# Традиционална израда виолина у Кремони
Традиционална израда виолина у Кремони (итал. Liuteria) је веома цењен занат који се састоји у изради и обнављању гудачких (виолина, виола, виолончела, контрабаса и др.) и жичаних инструмената (гитара, бас, мадолина и др.). За то, виолинисти похађају специјалне школе засноване на блиском односу између ментора и штићеника, пре него што приступе шегртовању у локалним радионицама, где, у бескрајном процесу, настављају да вежбају и усавршавају своје технике. Као темељ идентитета Кремоне, и кључна улога у друштвеним и културним дешавањима града, традиционална производња виолина у Кремони уписана је на Унескову листу нематеријалне светске баштине у Европи 2012. године.

## Историја
Вештине и уметност производње виолине готово да се нису промениле од класичне ере производње виолине у Италији, у 16. и 17. веку. Током ренесансе, у Италији се догодила провала нових произвођача виолина. Многе радионице су основане прво у Бреши, а потом у Кремони, која је постала главни центар производње виолине у 17. и 18. веку. Управо у радионици Андреа Аматија (око 1505-1577), средином 16. века, настао је облик инструмента који данас познајемо као виолина. Најпознатији произвођачи гудачких инструмената били су Антонио Страдивари и Giuseppe Guarneri del Gesù из Кремоне и Gasparo da Salò и Giovanni Paolo Maggini из Бреше. Рад ових мајстора довео је до ширења традиционалних техника производње виолине широм Европе, где су основане многе школе, као што су градови Гранада (Шпанија) и Mirecourt (Француска).

## Процес израде
Сваки мајстор производи три до шест виолина годишње, са више од 70 дрвених делова који се ручно склапају на централном дрвеном калупу, према различитим акустичким правилима сваког дела. Сваки део је направљен од пажљиво одабраног и одлежаног дрвета и не користе се индустријски материјали или полупроизводи. Производња такође захтева велику дозу креативности јер мајстор прилагођава општа правила и лично знање сваком инструменту. Тако настају виолине међу којима не постоје две идентичне.
Мајстори Кремоне су дубоко уверени да је пренос њиховог знања кључан за ширење заната, а дијалог са музичарима је неопходан за разумевање жеља клијената. Данас се овим баве два удружења у Кремони, Consorzio Liutai Антонио Страдивари и Associazione Liutaria Italiana.